# Bernardo Couto Castillo
Bernardo Couto Castillo (1880 -1901) fue un cuentista y escritor mexicano de finales del siglo XIX. Sus obras se inscriben en la segunda generación modernista de la literatura mexicana, en la que se encuentran escritores como José Juan Tablada, Amado Nervo y Ciro B. Ceballos. Su obra más conocida y representativa es Asfódelos libro de cuentos publicado en 1897. Murió a la edad de 21 años, por tal, se le considera la imagen simbólica más acabada del artista bohemio y decadente de la literatura mexicana.

## Vida y obra
Bernardo Couto Castillo nació y murió en la Ciudad de México. Fue hijo de una familia acomodada, sus padres: Bernardo Couto Couto y Adelaida del Castillo; nieto de José Bernardo Couto Pérez, senador, diputado, miembro de la Academia Mexicana de la Lengua, del Ateneo mexicano así como de la Sociedad Mexicana de Geografía y Estadística. Por sus contemporáneos tales como Rubén M. Campos y José Juan Tablada sabemos que estudió en el Colegio de Francia y que lo dejó en 1894 para realizar un viaje por Francia, Holanda y Alemania. En este viaje tuvo contacto y predilección por la literatura francesa, según indica una carta que le escribió a Alberto Leduc.

Según José Juan Tablada, a los 18 años, Couto podía:
[...] hablar de arte y literatura con rara solidez de criterio, de los museos que había visitado y de los libros que había leído, abundando en puntos de vista lúcidos y originales, en comentarios inéditos, en ideas derivadas, con una memoria que le permitía enumerar una por una, todas las pinturas que encerraba el Salón Cuadrado del Louvre.
Una anécdota importante para la obra de Couto que rescata Coral Velázquez de un texto de Ciro B. Ceballos:
[...] a Lescano le surgió la idea de llevarlos a la morgue del Hospital Juárez, de la cual estaba encargado, los jóvenes modernistas no desaprovecharon la oportunidad de caminar entre los muertos, pues aceptaron la invitación con gusto, menos Nervo, que “tenía mucho sueño”. Así, caminando entre las planchas llenas de cadáveres “Bernardo Couto Castillo, pálido casi el infantil rostro efebo, extraviada la mirada de sus ojillos azules, de ‘charquito’ como decía Leandro Izaguirre”, estrechaba el brazo de sus compañeros de impresión, después de eso Lescano vistió su bata blanca, descubrió el cadáver de un soldado, éste tenía las “pupilas brillantes, vidriosas, como de esmalte pulido”, y la “bocaza abierta enseñaba toda la dentadura, como si el miserable aquel, al arrojar el postrimer aliento de la orgánica vida, hubiese exhalado también una espantosa carcajada de desprecio para la muerte”, frente a esa imagen Couto exclamó: “¡Parece estarse riendo! ¡nos está mirando...! Sí, se ríe. Sí, nos mira. ¡Me está mirando a mí! ¡Sí, a mí! Antenor Lescano disectó el cadáver frente a la confirmación de los invitados. Couto permaneció hipnotizado por los ojos de aquel muerto que le devolvía la mirada, los amigos lo dejaron solo un momento, él no percibió su ausencia o su regreso.
En la vida de Couto se encuentran anécdotas y guiños que evidencian una voluntad impetuosa por buscar experiencias frenéticas como la apenas mencionada, así como un carácter vicioso y despreocupado. Belem Clark cita el pasaje en el que Jesús E. Valenzuela cuenta que para fundar la Revista Moderna, Couto alentó a sus compañeros de pluma para lanzar el primer número, diciéndoles que él tenía en el Banco Nacional el dinero necesario para emprender esta labor, sin embargo, cuando los escritores desearon lanzar el segundo número, Valenzuela tuvo que buscar a Couto en las cantinas de la ciudad, al hallarlo y preguntarle ¿qué pasaba con el periódico? Couto sólo respondió: —nada. Por lo tanto Valenzuela acudió a ver al editor Carranza, con los ánimos de realizar un nuevo número, pero éste le dijo que Couto todavía le debía una parte de la primera edición. Con una vida vinculada al uso y abuso de opio, hashishish y alcohol, Couto murió de neumonía el 3 de mayo de 1901, dos años después de la muerte de su padre. Escritores como José Juan Tablada, Alberto Leduc, Juan Sánchez Azcona y Pedro Escalante Palma realizaron y publicaron algunos textos de alabanza y lamento por el deceso del joven escritor. Según Adriana Pérez Tovar, conocer la información biográfica de Couto es sumamente difícil, ya que, lo poco que se sabe ha sido rescatado de anécdotas de amigos del autor.

## Obra literaria
Bernardo Couto sólo publicó un libro en vida, se trata de la obra compuesta por doce cuentos titulada Asfódelos, publicado en 1897. Sin embargo, comenzó a publicar en los periódicos El Diario del Hogar y El Partido Liberal desde 1883 es decir a los 14 años de edad. Publicó varios cuentos en revistas de la época. Muñoz Fernández divide la obra de Couto en tres etapas tomando como eje la publicación de Asfódelos, su criterio es estrictamente cronológico. La primera etapa está conformada por los textos que escribe entre 1893 y 1897, aproximadamente 20 antes de su viaje a Europa donde pausará su creación artística. La segunda etapa se refiere solamente a Asfódelos, y la tercera comprende desde 1898 hasta el final de su vida, con aproximadamente 18 relatos. En gran parte esta división se basa en los cambios estilísticos que tuvo nuestro autor después de su viaje a Europa, donde conoció las tendencias de ese momento.
A su regreso del viaje por Europa en 1896 retoma su labor como cuentista, traductor y en menor medida articulista en El Nacional, El Mundo Ilustrado y La Revista Azul. En sus últimos años Couto escribió una serie de textos unidos por la presencia de un personaje en común, Pierrot. Finalmente, en 1900 Couto colaboró con la Revista Moderna con traducciones y relatos.

### Asfódelos
En 1897, Couto publicó su primer y único libro titulado Asfódelos el cual consiste en una antología de 12 cuentos. Esta obra no se reeditó hasta 1984 por Premiá Editora; después en 2001, en un libro de recopilación realizado por Ángel Muñoz Fernández con Factoría Ediciones. En el 2014 se publicó su obra reunida en una edición crítica realizada por la investigadora Coral Velázquez y publicado por la UNAM en la colección Ida y regreso al siglo XIX. 
La obra contiene 12 cuentos:
1. Una obsesión
2. Últimas horas
3. Lo inevitable
4. La alegría de la muerte
5. ¿Asesino?
6. Blanco y rojo
7. Causa ganada
8. ¿Por qué?
9. Un aprensivo
10. El derecho a la vida
11. Un rayo de luna
12. Lo que dijo el mendigo

El nombre que Couto escogió para su antología refiere a los asfódelos, plantas que no oriundas de América y que en la cultura grecorromana poblaron el Hades, lugar donde moraban los difuntos por lo cual eran vistas como símbolo de héroes muertos o conjugadoras de malos espíritus. Con ello Couto se adhiere a la tradición decadentista francesa que encontró su ápice en Las flores del mal de Charles Baudelaire y establece la muerte como leit motiv de sus cuentos.

### Cuentos periodísticos
El resto de su obra se encuentra distribuida en cuatro periódicos y tres revistas, entre ellas la Revista Moderna de la cual él fue uno de sus fundadores. Velázquez Alvarado menciona que Couto fue el cuentista oficial de la Revista Moderna pues fue el único que escribió este género exclusivamente en dicha publicación:
La vida de un artista (Diario del hogar, 22 de junio de 1893).
Los dos colaboradores (Diario del hogar, 29 de junio de 1893).
El último pincel (Diario del hogar, 6 de julio de 1893).
Entre el arte y el amor (Diario del hogar, 13 de julio de 1893).
Edmundo (Diario del hogar, 20 de julio de 1893).
El final de un bohemio (Diario del hogar, 27 de julio de 1893).
El ideal (Diario del hogar, 3 de agosto de 1893).
Eduardo (Diario del hogar, 10 de agosto de 1893).
¡Patria! (Diario del hogar, 17 de agosto de 1893).
Las dos hermanas (El Partido Liberal, 3 de septiembre de 1893).
Esbozo del natural (El Partido Liberal, 10 de septiembre de 1893).
La venganza (El Partido Liberal, 24 de septiembre de 1893).
Cuentos del domingo (El Partido Liberal, 1° de octubre de 1893).
El traidor (El Partido Liberal, 8 de octubre de 1893).
Insomnios fantásticos. Delirium (El Partido Liberal, 15 de octubre de 1893).
Eterna unión (El Partido Liberal, 22 de octubre de 1893)
Insomnios fantásticos. Mi ambición (El Partido Liberal, 29 de octubre de 1893).
El encuentro (El Partido Liberal, 5 de noviembre de 1893).
Insomnios fantásticos (I) (El Partido Liberal, 12 de noviembre de 1893).
Insomnios fantásticos (II) (El Partido Liberal, 19 de noviembre de 1893).
Insomnios fantásticos (III) (El Partido Liberal, 26 de noviembre de 1893).
Heroísmo conyugal (El Partido Liberal, 3 de diciembre de 1893).
Contornos negros (I) La nota aguda (El Partido Liberal, 17 de diciembre de 1893).
Contornos negros (II) (El Partido Liberal, 24 de diciembre de 1893).
Contornos negros (III) (El Partido Liberal, 31 de diciembre de 1893).
Contornos negros (IV) (El Partido Liberal, 28 de enero de 1894).
La perla y la rosa (El Partido Liberal, 18 de febrero de 1894).
Cuento (póstumo, Lecturas Mexicanas 1906).
La canción del ajenjo (Revista Moderna 31 de mayo de 1896 y El Mundo 27 de septiembre de 1896).
Horas de fiebre (El Nacional, 14 de agosto de 1896).
Un aprensivo (El Nacional, 22 de agosto de 1896 y después publicado en Asfódelos).
Las madonas artificiales (Revista Azul, julio de 1896).
Día brumoso (monólogo triste), (El Nacional, 5 de septiembre de 1896).
Un retrato (El Mundo, 20 de septiembre de 1896).
Cleopatra (Revista Azul, 27 de septiembre de 1896).
La alegría de la muerte (El Mundo Ilustrado, 11 de octubre de 1896; Asfódelos; Revista Moderna, octubre de 1899).
¿Asesino? (El Mundo Ilustrado, 25 de octubre de 1896; Asfódelos).
Rayo de luna (El Nacional, 13 de marzo de 1897; Asfódelos).
Blanco y Rojo (El Mundo Ilustrado, 21 de marzo de 1897; Asfódelos).
El derecho de vida (El Mundo Ilustrado, 16 de mayo de 1897; Asfódelos).
Últimas horas (“Últimos momentos en El Mundo Ilustrado, 25 de julio de 1897; Asfódelos).
El jardín muerto (matinales) (El Mundo Ilustrado, 25 de junio de 1897; Revista Moderna, 7 de julio de 1899).
Pierrot enamorado de la Gloria. Cuento en cuatro escenas (El Nacional, 5 de agosto de 1897).
Lo inevitable (Asfódelos 1897).
¿Por qué? (Afódelos, 1897).
Lo que dijo el mendigo (Asfódelos, 1897).
Mi alma de entonces (El Nacional, 7 de noviembre de 1897).
El perdón de Caín (El Mundo, 15 de mayo de 1898).
Pierrot sepulturero ( Revista Moderna, mayo de 1901).
Pierrot y sus gatos (El Mundo, 12 de junio de 1898).
El último amante (Revista Moderna, 15 de agosto de 1898).
¡Mujer!, ¿qué hay de común entre tú y yo? (Revista moderna, 15 de septiembre de 1898).
Celos póstumos (Revista Moderna, 1° de noviembre de 1898).
El agua (Revista Moderna, 15 de noviembre de 1898).
Las nupcias de Pierrot (Revista Moderna, 1°de enero de 1899).
Una pasión de ciego (Revista Moderna, agosto de 1899).
El gesto de Pierrot (Revista Moderna, noviembre de 1899).
Un recuerdo (Revista Moderna, febrero de 1900).
A unos ojos (Revista Moderna, mayo de 1900).
La primera lágrima (Revista Moderna, agosto de 1900).

### Pierrot
Los textos unidos por el personaje de Pierrot son “Pierrot enamorado de la Gloria. Cuento en cuatro escenas.” (1897), “Pierrot y sus gatos” (1898), “Las nupcias de Pierrot” (1899), “El gesto de Pierrot” (1899), “Caprichos de Pierrot” (1900) y “Pierrot sepulturero” (1900). El origen de este personaje se remonta a la comedia italiana del siglo XVI, aunque el antecedente directo de Couto es el Pierrot francés del siglo XIX. Este fue una figura importante en el ámbito cultural europeo, al aparecer en la pintura, el teatro, la literatura y música.

## Crítica
Pérez Tovar indica que la narrativa coutina tiene dos grandes problemáticas; la primera es que este autor no pertenece como tal al canon literario, pues ha sido menospreciado por los críticos debido a su breve obra y poca edad; el segundo es que su obra no ha sido reunida y el único libro que publicó, Asfódelos, sólo tuvo una edición. De ahí que en la mayoría de las historias de la literatura haya sido olvidado y hasta erróneamente confundido. Por ejemplo, González Peña en su Historia de la literatura mexicana habla en un breve espacio sobre tendencias que confluyeron a finales del siglo XIX; en esa parte nombra a Couto, aunque lo confunde con su abuelo José Bernardo Couto Castillo, según este crítico el primero es un autor “malogrado” y evidencia la influencia francesa en Asfódelos. Julio Jiménez Rueda ni siquiera habla acerca de su obra y también confunde el nombre de Couto con el de su abuelo. Emmanuel Carballo en la entrada de su Diccionario crítico de las letras mexicanas en el siglo XIX habla principalmente de los temas de Asfódelos y de cómo la obra de Couto tiene cierto interés por la forma morbosa de encarar al mundo. Max Henríquez Ureña no lo menciona en el relato que realiza sobre la fundación de la Revista Moderna.